# فرودگاه ککول
فرودگاه ککول (به انگلیسی: Cacoal Airport) (به زبان بومی: Aeroporto Capital do Café) یک فرودگاه همگانی مسافربری با کد یاتا OAC است که یک باند فرود آسفالت دارد و طول باند آن ۲۱۰۰ متر است. این فرودگاه در کشور برزیل قرار دارد و در ارتفاع ۲۴۹ متری از سطح دریا واقع شده‌است.

## شرکت‌های هواپیمایی و مقصدهای پروازی
| شرکت‌های هواپیمایی     | مقصدهای پروازی |
| --------------------- | -------------- |
| آزول برزیلین ایرلاینز | مارشال روندو   |
| Rimaa                 | پورتو وییو     |

a.^  Air taxi company operating regular charter flights.